# Incident de la faction de Kapsan
L'incident de la faction de Kapsan est une tentative infructueuse de renverser le pouvoir de Kim Il-sung, le leader de la Corée du Nord, vers 1967. La « faction de Kapsan » était un groupe de vétérans de la lutte anti-japonaise des années 1930 et 1940, initialement proche de Kim Il-sung. Dans le sillage de la 2e Conférence du Parti du travail de Corée (PTC) en 1966, la faction a cherché à introduire des réformes économiques, à remettre en question le culte de la personnalité de Kim Il-sung et à nommer son chef de file Pak Kum-chol comme son successeur.
Kim Il-sung a réprimé la faction dans une série de discours prononcés lors des réunions du parti. Il a appelé à un « système idéologique monolithique » centré sur sa personnalité et a entraîner les membres du parti contre la faction de Kapsan. En avril 1967, les factieux avaient disparu du public. Ils ont été expulsés du parti et envoyés à la campagne ou en prison. Pak Kum-chol s'est suicidé ou a été exécuté et d'autres membres importants de la faction sont également mort. Kim Il-sung fit rédiger par son frère et héritier présomptif de l'époque, Kim Yong-ju, les « Dix principes pour l'établissement d'un système idéologique monolithique ». Ce nouvel ensemble de politiques installa de Kim Il-sung de manière incontestable et étendit son culte de la personnalité à d'autres membres de la famille Kim. Son fils, Kim Jong-il, a participé aux purges et a pris la tête du Département de la propagande et de l'agitation du parti dans ce qui fut la première tâche politique qui lui a été déléguée par son père, ouvrant la voie à un rôle de plus en plus influent dans la politique du pays.

## Contexte
L'incident de la faction de Kapsan tire son nom de la région de Kapsan, dans l'ancienne province du Hamgyong du Sud (aujourd'hui province du Ryanggang), qui abritait une organisation clandestine de libération pendant la lutte anti-japonaise, appelée le Comité d'opération Kapsan. Les membres de ce groupe ont apporté un soutien logistique à la lutte de Kim Il-sung contre les Japonais. Après la libération de la Corée, ils ont été comptés dans les rangs de la faction de guérilla de Kim du Parti du travail de Corée du Nord. Les origines du groupe sont tellement liées aux activités de Kim Il-sung que parfois, toute la faction de guérilla est appelée la faction « Kapsan ». Peu à peu, cette faction est apparue comme distincte du reste de la faction de guérilla en raison de différences politiques. Kim avait évincé d'autres factions du parti lors d'une série de purges dans les années 1950, notamment l'incident de la faction d'août en 1956, mais la faction de Kapsan est restée. Au lendemain de la 2e Conférence du Parti du travail de Corée (PTC) en 1966, la faction de Kapsan a commencé à exposer ses critiques.
La faction a proposé une politique économique en désaccord avec le modèle économique de Kim Il-sung, particulièrement opposé à la ligne du Byongjin de Kim, qui consiste à développer simultanément l'économie et l'armée, favorisant l'économie nationale par rapport aux besoins de l'armée, et en particulier l'industrie légère par rapport à l'industrie lourde afin de détourner des fonds de l'armée et d'améliorer le niveau de vie de la population. Ils voulaient que le PTC au pouvoir relègue son rôle dans la planification économique aux experts en économie, en science et en ingénierie. Ils étaient également favorables à une théorie économique de la valeur et préconisaient l'adoption d'une semi-monnaie pour donner des incitations matérielles aux travailleurs.
La question principale, cependant, était de savoir qui pourrait succéder à Kim Il-sung à la tête de la Corée du Nord. Kim avait promu son jeune frère Kim Yong-ju comme successeur probable, mais cet homme manquait de références. En particulier, il n'avait pas pris part à la lutte contre les Japonais comme l'avaient fait les membres de la guérilla et de la faction de Kapsan, ce qui lui avait valu les critiques du chef de la faction de Kapsan, Pak Kum-chol, qui s'était hissé au rang de vice-premier ministre de l'État et de quatrième membre du parti. Pak était agacé par le culte de la personnalité de Kim Il-sung et par le fait qu'il négligeait les expériences de personnes comme lui qui avaient beaucoup sacrifié au pays pendant la libération. Pak rassembla de nombreux partisans influents, dont Yi Hyo-sun, Kim To-man, Pak Yong-guk, Ho Sok-son, Ko Hyok, Ha Ang-chon et Rim Chun-chu.
La faction de Kapsan a cherché à nommer Pak le successeur de Kim Il-sung. Dans un premier temps, ils ont aidé Kim Il-sung à purger Kim Chang-nam, un éminent théoricien politique, mais seulement pour faire de la place à Pak Les membres de la faction ont commencé à exalter les paroles de Pak comme des « enseignements » égaux à ceux de Kim Il-sung Les mémoires des membres de la faction de Kapsan originale ont été publiés depuis le début des années 1960, en commençant par Pak Tal en 1963 et en passant par Yi Je-sun, frère de Yi Hyo-sun, en 1964. Dans un album de 1964, les photos de Pak Tal et Pak Kum-chol ont été imprimées à côté de celles de Kim Il-sung. À la mort de la femme de Pak Kum-chol, Choe Chae-ryon, Kim To-man, qui était le directeur du département de la propagande et de l'agitation (DPA) du parti, a produit une œuvre intitulée « Acte de sincérité » — décrite de diverses manières comme un film ou une pièce de théâtre — qui dépeignait sa dévotion envers son mari. Kim Il-sung désapprouva cette œuvre, laissant entendre qu'elle faisait preuve d'une loyauté déplacée. Kim To-man fit également reconstruire la maison natale de Pak. Une biographie non autorisée sur Pak fut apparemment réalisée, tandis que la diffusion de matériel de propagande sur Kim Il-sung était négligée. Ces actions furent perçues comme des actes ultimes de déloyauté envers Kim Il-sung.
Pak fut bientôt condamné par Choe Yong-gon, président du Comité permanent de l'Assemblée populaire suprême (APS), pour avoir fait proliférer « les idées féodales et confucéennes ». Pak fut accusé de ne pas soutenir la ligne militaire du parti ; il ridiculisa ouvertement le slogan de Kim Il-sung « un contre cent » en concluant qu'une interprétation littérale de celui-ci ne pouvait être vraie. Les plans de production qui étaient sous sa responsabilité, disait-on, n'ont pas été réalisés. Pak a été accusé de promouvoir les anciens membres du comité d'opération Kapsan à des postes importants. La faction, a-t-on affirmé, était familialiste et régionaliste. L'allié de Pak, Yi Hyo-sun, directeur du Bureau général des affaires sud-coréennes, a été blâmé pour l'échec des opérations secrètes en Corée du Sud. En outre, son subordonné Rim Chun-chu aurait négligé les opérations sud-coréennes pour se concentrer sur la publication d'un roman. Les factieux étaient également considérés comme des « révisionnistes » et avaient forcé les gens à lire de la littérature « féodale » de l'époque de la dynastie Joseon. Ces actions, menées sans l'approbation de Kim Il-sung, étaient considérées comme des actes graves de sape de son culte de la personnalité et de l'autorité. En outre, la faction était considérée comme pro-chinoise, contrairement à la ligne pro-Moscou de Kim.

## L'incident
Kim Il-sung percevait les idées et les actions de la faction de Kapsan comme des menaces existentielles pour son pouvoir et l'État. En mars 1967, Kim a mis en garde les membres de la faction de Kapsan dans un discours intitulé « Sur l'amélioration du travail du Parti et l'application des décisions de la Conférence du Parti » et les a accusés de pratiquer « l'héroïsme individuel ». La solution de Kim au problème était un « système idéologique monolithique » qui ralliait le parti autour de lui. Kim a averti les autres responsables du parti de ne pas se ranger du côté des factieux. Les membres de la faction ont ignoré ses avertissements et ont maintenu leur cap. Kim a obtenu la permission de ses loyaux membres du parti lors d'une réunion secrète pour éliminer la faction de Kapsan. Une large purge des membres réels et présumés s'est ensuivie. Lors du quinzième plénum du quatrième Comité central du Parti du travail de Corée, du 4 au 8 avril 1967, Kim a fait expulser officiellement plus de 100 membres de la faction du parti. Pak Kum-chol fut envoyé travailler dans une usine à la campagne. Il fut exécuté ou se suicida en mai 1967. D'autres furent accusés de crimes et disparurent du public ou furent envoyés dans des camps de prisonniers. Yi Hyo-sun, Kim To-man, Pak Yong-guk et Ho Sok-son furent condamnés à mort.

Le 25 mai, Kim a tenu un discours devant les apparatchiks idéologiques du parti intitulé « Sur les tâches immédiates dans la direction du travail de propagande du parti ». Ce discours, probablement le plus important qu'il ait jamais prononcé, fut connu sous le nom d'« Enseignement du 25 mai » et devint un outil politique pour les partisans de Kim afin d'exposer les éléments de faction au sein du parti. Son impact fut si profond que Song Hye-rang, la belle-sœur de Kim Jong-il, qualifia le 25 mai de « jour où tout a changé » en Corée du Nord. Le chercheur Fyodor Tertitskiy le compare à l'importance du 18 décembre 1865 (abolition de l'esclavage) pour les Américains, du 24 mars 1933 (loi d'habilitation) pour les Allemands ou du 20 février 1956 (le « discours secret » de Nikita Khrouchtchev) pour l'histoire soviétique. Malgré l'importance de ce discours, il n'a jamais été rendu public, l'accès étant limité aux membres du PTC. Une mention laconique de ce discours figure dans l'Annuaire central coréen de 1968. Le 25 mai 1967, le Kim Il-sung prononce un discours devant un groupe de travailleurs idéologiques du Parti intitulé « Sur les tâches immédiates dans les orientations du travail de propagande du Parti ». Par la suite, pendant des décennies — jusqu'à l'époque de Kim Jong-il — le discours n'a été ni mentionné par son nom, ni cité. Il est parfois confondu avec un autre discours datant de la même date et largement diffusé, intitulé « Sur le problème de la transition du capitalisme au socialisme et de la dictature du prolétariat ». Quant au discours d'enseignement du 25 mai, non disponible, son contenu peut être déduit avec précision de l'extrait suivant d'une biographie officielle de Kim de 2008, selon Tertitskiy :
« Dans le discours prononcé le 25 mai de la 56e année de l'ère Juche (1967), le Grand Leader a déclaré que le poison idéologique des éléments bourgeois et révisionnistes sont l'idéologie bourgeoise, l'idéologie révisionniste, l'idéologie du larbin et les idées féodales confucéennes de Confucius et Mencius et a montré que ces idées sont la racine de leur idéologie centrale. Ce venin idéologique a été laissé sans surveillance pendant plusieurs années et la lutte pour le nettoyer sera donc également longue et devra être menée de manière constante et vigoureuse. Le Leader a enseigné que, dans cette lutte, nous devons être prudents en ce qui concerne les méthodes administratives et accomplir minutieusement la fusion de l'éducation idéologique et de la lutte idéologique.

Le Grand Leader divisa les partisans des éléments bourgeois et révisionnistes en plusieurs catégories et établit la ligne directrice suivante : puisque nous n'avions pas réussi à établir correctement le système idéologique monolithique du Parti et la vision révolutionnaire du monde, ceux qui avaient pensé que tout ce qui avait été commandé par la direction était juste et avaient suivi aveuglément [les factieux] devaient recevoir une éducation approfondie et ceux qui vacillaient sur le plan idéologique et avaient dansé sur leur violon devaient être réformés par la lutte idéologique.
Le Grand Leader ordonna à tous les cadres et aux membres du Parti de bien connaître la nature et les conséquences néfastes de l'activité criminelle des éléments bourgeois et révisionnistes et de leurs ruses, et de comprendre pleinement la nécessité, la nature, les missions et les méthodes de mise en œuvre du système idéologique monolithique du Parti.
 »
Tertitskiy date la sélection de Kim Jong-il comme successeur à la date du discours. (Tertitskiy, 2014) En effet, Kim Jong-il a participé à l'enquête sur la faction. Cette tâche lui a été déléguée par Kim Il-sung. Kim Jong-il n'avait que 26 ans à l'époque et c'était la première tâche officielle qui lui avait été confiée par son père. Lorsque Kim Jong-il a prononcé un discours en plénière, c'était la première fois qu'il faisait figure d'autorité. Il en a peut-être donné un autre le 25 mai — intitulé « Établissons fermement le système idéologique monolithique du Parti parmi les fonctionnaires chargés des affaires étrangères » — qui faisait écho à l'enseignement de son père le 25 mai. Le nom de Kim Jong-il est mentionné dans des documents publics, peut-être pour la première fois, indiquant qu'il était déjà en passe de devenir l'héritier-apparent de Kim Il-sung. Six mois après la purge, lors d'une réunion imprévue du parti, Kim Il-sung appelle à la loyauté dans l'industrie cinématographique qui l'avait trahi par un acte de sincérité. Kim Jong-il annonça lui-même qu'il était à la hauteur de la tâche et commença ainsi sa carrière influente dans le cinéma. Kim quitta le Département de l'Organisation et de l'Orientation du Parti pour prendre en charge le Département agitation et propagande qui avait été terni lors de l'incident. Il apporta son soutien à l'établissement d'une idéologie monolithique centrée sur son seul père. Kim convoqua une conférence de cinéastes d'un mois pour réorienter l'industrie cinématographique du pays en la débarrassant du « poison » de la faction de Kapsan. En 1969, les purges étaient terminées.

## Conséquences et héritage

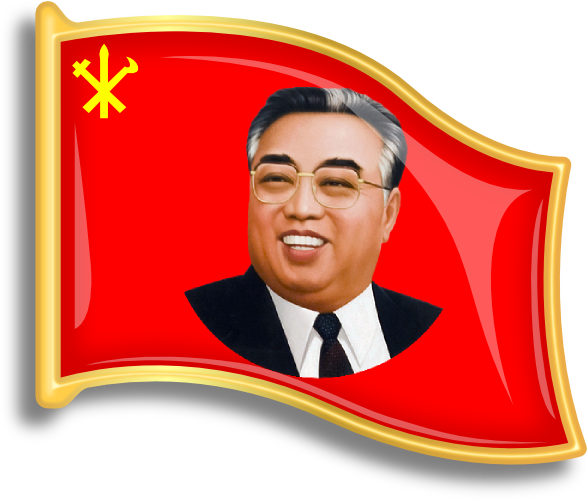
Un badge Kim Il-sung

L'incident de la faction de Kapsan a été, selon les mots de l'universitaire Lim Jae-cheon, « un tournant dans la politique nord-coréenne ». Il a marqué le dernier défi crédible à la position de Kim Il-sung. Une fois la faction éliminée, l'emprise de Kim sur le pouvoir s'est durcie et son culte de la personnalité s'est intensifié. Il s'est ensuivi une recrudescence de la propagande similaire à celle de la Chine pendant la Révolution culturelle. Les insignes de Kim Il-sung ont été introduits et il est devenu obligatoire de citer Kim dans les réunions publiques. Tous les livres publiés jusqu'alors ont été inspectés pour vérifier leur exactitude et de nombreux volumes ont été brûlés. Peu après l'incident, Kim Yong-ju, le frère de Kim Il-sung, codifia sa règle dans les influents Dix principes pour l'établissement d'un système idéologique monolithique. Kim Il-sung annonça ces principes au public dans un discours prononcé le 16 décembre 1967 à la Assemblée populaire suprême, intitulé « Incarnons plus profondément l'esprit révolutionnaire d'indépendance, d'autosuffisance et d'autodéfense dans toutes les branches de l'activité de l'État ». Après l'incident, le mot coréen pour leader, suryong, qui avait été utilisé pour le leader de tout groupe, ou pour Lénine ou Staline, devint le seul à désigner Kim Il-sung.
Le discours du 25 mai de Kim a eu pour effet d'établir sa propre position théorique distincte de celle de la Chine ou de l'Union soviétique, lui accordant une indépendance politique vis-à-vis des deux grandes puissances socialistes. Son idéologie politique du Juche a commencé à prendre progressivement de l'ampleur. Sa ligne économique de Byongjin s'est imposée, bien qu'en réalité elle consiste à privilégier l'armée par rapport à l'économie. Après le remplacement du personnel, la politique de la Corée du Nord à l'égard de la Corée du Sud est également devenue plus dure.
Avec la chute de la faction de Kapsan, Kim Il-sung est devenu le centre singulier de l'historiographie nord-coréenne. Son rôle pendant la libération a été exagéré jusqu'à atteindre des proportions mythiques. Les expériences d'autres guérilleros, en revanche, ne sont plus évoquées publiquement. Par exemple, Kim Jong-il a fait retirer les mémoires de guerre des conspirateurs d'un recueil populaire intitulé « Réminiscences des guérilleros anti-japonais ». Kim Jong-il lui-même a été propulsé au centre de la vie politique aux côtés de son père. Le culte de la personnalité commence à s'étendre à d'autres membres de la famille Kim. La première figure à laquelle le culte s'étend est sa mère, Kang Pan-sok. En juillet 1967, une chanson intitulée « Mère de la Corée » est publiée à son sujet. En juillet et septembre, Rodong Sinmun publie des articles faisant l'éloge de Kang. Le 11 septembre voit également une campagne d'émulation de Kang au sein de l'Union des femmes démocratiques coréennes. En 1968, le culte de la personnalité nord-coréenne est complet.
Autre affaire de famille, Kim Il-sung hésitait à autoriser sa fille Kim Kyong-hui à épouser Jang Song-thaek, fils d'une famille de tradition révolutionnaire, dont les références n'étaient plus considérées comme un avantage. Les deux se sont mariés en 1972, mais le passé de Jang ne pouvait être discuté publiquement. C'est par l'intermédiaire de Jang que l'héritage de l'incident de la faction de Kapsan s'est transmis à l'ère Kim Jong-un. En 2013, il a fait purger Jang et l'a fait exécuter. Kim, comme son grand-père Kim Il-sung, a appelé sa politique militaro-économique Byongjin, et les Dix principes pour l'établissement d'un système idéologique monolithique ont été mis à jour pour faire référence à Kim Jong-un. Stephan Haggard conclut que si « la ligne de Byungjin de Kim Jong-un n'est pas exactement celle de Kim Il-sung et Jang Song-thaek n'est pas la faction de Kapsan… la dynamique sous-jacente est quelque peu similaire : les défis posés au système de leadership sont relevés non seulement par des purges mais aussi par d'importantes justifications idéologiques pour l'unité et l'obéissance ».